# Вишгородська міська рада
Ви́шгородська міська́ ра́да — адміністративно-територіальна одиниця та орган місцевого самоврядування в Вишгородському районі Київської області. Адміністративний центр — місто Вишгород.

## Загальні відомості
Вишгородська міська рада утворена в 1968 році.
- Територія ради: 8,7 км²
- Населення ради: 27 311 осіб (станом на 2015 рік)[1]
- Водоймища на території, підпорядкованій даній раді: Дніпро, Київське водосховище

## Населені пункти
Міській раді підпорядковані населені пункти:
- м. Вишгород

## Склад ради
Рада складається з 36 депутатів та голови.
- Голова ради: Момот Олексій Вікторович
- Секретар ради: Бражнікова Тетяна Олексіївна

### Керівний склад попередніх скликань
| Прізвище, ім'я, по батькові   | Основні відомості                                                       | Дата обрання | Дата звільнення |
| ----------------------------- | ----------------------------------------------------------------------- | ------------ | --------------- |
| Решетняк Віктор Олександрович | Міський голова, 1950 року народження, освіта вища, безпартійний         | 26.03.2006   | 31.10.2010      |
| Решетняк Віктор Олександрович | Міський голова, 1950 року народження, освіта вища, член Партії регіонів | 31.10.2010   | 25.06.2015      |

Примітка: таблиця складена за даними сайту Верховної Ради України

### Депутати
За результатами місцевих виборів 2010 року депутатами ради стали:

#### За суб'єктами висування
| Суб'єкт висування                                                                    | Кількість обраних депутатів | %    |
| ------------------------------------------------------------------------------------ | --------------------------- | ---- |
| Політична партія «Фронт Змін»                                                        | 11                          | 30,6 |
| Партія регіонів                                                                      | 6                           | 16,7 |
| Політична партія «Сильна Україна»                                                    | 6                           | 16,7 |
| Народна партія                                                                       | 4                           | 11,1 |
| Політична партія «Нова політика»                                                     | 4                           | 11,1 |
| Політична партія Всеукраїнське об'єднання «Свобода»                                  | 2                           | 5,6  |
| Політична партія «УДАР (Український Демократичний Альянс за Реформи) Віталія Кличка» | 2                           | 5,6  |
| Політична партія Всеукраїнське об'єднання «Батьківщина»                              | 1                           | 2,8  |

#### За округами
| № округу                                                                             | Прізвище, ім'я, по батькові          | Дата визнання обраним | Освіта             | Партійна приналежність                                                                     | Відомості про обраного депутата |
| ------------------------------------------------------------------------------------ | ------------------------------------ | --------------------- | ------------------ | ------------------------------------------------------------------------------------------ | --- |
| Народна Партія                                                                       |                                      |                       |                    |                                                                                            | |
| б/м                                                                                  | Момот Олексій Вікторович             | 10.11.2010            | вища               | член Народної партії                                                                       | приватний підприємець |
| 3                                                                                    | Шубка Віктор Вікторович              | 06.11.2010            | вища               | член Народної партії                                                                       | ТОВ"Премерпродукт-Центр", спеціаліст з продаж |
| 11                                                                                   | Корнійчук Дмитро В’ячеславович       | 06.11.2010            | вища               | член Народної партії                                                                       | Головний спеціаліст, дКУ з питань регулярної політики та підприємництва                                                                                    |
| 13                                                                                   | Макаренко Максим Валерійович         | 06.11.2010            | вища               | член Народної партії                                                                       | Лікар-стоматолог, пП «Екстралайтдент» |
| Партія регіонів                                                                      |                                      |                       |                    |                                                                                            | |
| б/м                                                                                  | Слива Олександр Степанович           | 10.11.2010            | вища               | член Партії регіонів                                                                       | Контрольно-ревізійне управління, начальник контрольно-ревізійного управління                                                                               |
| б/м                                                                                  | Решетнікова Марія Степанівна         | 10.11.2010            | вища               | член Партії регіонів                                                                       | Вишгородська міська рада, заступник голови |
| б/м                                                                                  | Коваль Микола Іванович               | 10.11.2010            | вища               | член Партії регіонів                                                                       | приватний підприємець |
| б/м                                                                                  | Геращенко Вадим Олексійович          | 10.11.2010            | вища               | член Партії регіонів                                                                       | ПП "Альянс краси", комерційний директор |
| б/м                                                                                  | Мар’їн Євген Олексійович             | 10.11.2010            | вища               | член Партії регіонів                                                                       | Благодійний Фонд "Співдружність", президент |
| 5                                                                                    | Супрун Валентина Вікторівна          | 06.11.2010            | вища               | член Партії регіонів                                                                       | Лікар-стоматолог, вишгородська районна стоматологічна поліклініка                                                                                          |
| Політична партія Всеукраїнське об’єднання "Батьківщина"                              |                                      |                       |                    |                                                                                            | |
| б/м                                                                                  | Нечитайло Надія Володимирівна        | 10.11.2010            | вища               | член Всеукраїнського об’єднання "Батьківщина"                                              | КЗ КОР "Центр сприяння розвитку молоді Київської області", завідувач сектором кадрової роботи                                                              |
| Політична партія Всеукраїнське об’єднання "Свобода"                                  |                                      |                       |                    |                                                                                            | |
| б/м                                                                                  | Городиський Юрій Олегович            | 10.11.2010            | вища               | член Всеукраїнського об’єднання "Свобода"                                                  | ТОВ "Системи Контролю Транспорту", менеджер зі збуту |
| б/м                                                                                  | Бондаренко Дарина Валеріївна         | 10.11.2010            | вища               | член Всеукраїнського об’єднання "Свобода"                                                  | Громадська організація "Інститут прямої демократії", консультант з самоврядування                                                                          |
| Політична партія "Нова політика"                                                     |                                      |                       |                    |                                                                                            | |
| б/м                                                                                  | Колодзян Юрій Дмитрович              | 10.11.2010            | вища               | позапартійний                                                                              | ВАТ "Гідромеха-нізація", голова правління |
| 1                                                                                    | Мельник Ольга Василівна              | 06.11.2010            | вища               | позапартійна                                                                               | Вишгородська міська рада, спеціаліст |
| 2                                                                                    | Линник Юрій Іванович                 | 06.11.2010            | вища               | позапартійний                                                                              | приватний підприємець, директор |
| 17                                                                                   | Виговський Валерій Павлович          | 06.11.2010            | вища               | член Політичної партії "Нова політика"                                                     | тОВ "Рута", директор |
| Політична партія "Сильна Україна"                                                    |                                      |                       |                    |                                                                                            | |
| б/м                                                                                  | Поліщук Олексій Григорович           | 10.11.2010            | вища               | член Політичної партії "Сильна Україна"                                                    | Головне управління земельних ресурсів Київської міської державної адміністрації, заступник начальника управління координації та аналітично правової роботи |
| б/м                                                                                  | Ткалич Юрій Михайлович               | 10.11.2010            | вища               | член Політичної партії "Сильна Україна"                                                    | Вишгородська міська рада, секретар ради |
| 7                                                                                    | Попов Юрій Петрович                  | 06.11.2010            | вища               | член Політичної партії "Сильна Україна"                                                    | керівник, приватний піджприємець |
| 8                                                                                    | Руденок Богдан Михайлович            | 06.11.2010            | вища               | член Політичної партії "Сильна Україна"                                                    | Заступник директора, кПЖі КГ Вишгородської міської ради |
| 9                                                                                    | Лука Родіон Михайлович               | 06.11.2010            | вища               | позапартійний                                                                              | керівник, приватний підприємець |
| 14                                                                                   | Кравченко Микола Миколайович         | 06.11.2010            | середня            | член Політичної партії "Сильна Україна"                                                    | Водій швидкої допомоги, вишгородська ЦРЛ |
| Політична партія "УДАР (Український Демократичний Альянс за Реформи) Віталія Кличка" |                                      |                       |                    |                                                                                            | |
| б/м                                                                                  | Колєва Людмила Франківна             | 10.11.2010            | вища               | член Політичної партії "УДАР (Український Демократичний Альянс за Реформи) Віталія Кличка" | ТОВ "Консалтингова компанія "Динарій", заступник директора                                                                                                 |
| б/м                                                                                  | Скоробогатий Олександр Олександрович | 10.11.2010            | вища               | член Політичної партії "УДАР (Український Демократичний Альянс за Реформи) Віталія Кличка" | ТОВ "Консалтингова компанія "Динарій", директор |
| Політична партія "Фронт Змін"                                                        |                                      |                       |                    |                                                                                            | |
| б/м                                                                                  | Новицький Дмитро Юрійович            | 10.11.2010            | вища               | член Політичної партії "Фронт Змін"                                                        | Головне управління Київської міської державної адміністрації, начальник                                                                                    |
| б/м                                                                                  | Прозоров Дмитро В’ячеславович        | 10.11.2010            | вища               | член Політичної партії "Фронт Змін"                                                        | Мале приватне підприємство "ФЕОН", менеджер |
| б/м                                                                                  | Андрощук Костянтин Олександрович     | 10.11.2010            | вища               | член Політичної партії "Фронт Змін"                                                        | фізична особа-підприємець |
| б/м                                                                                  | Шелест Володимир Олександрович       | 10.11.2010            | вища               | член Політичної партії "Фронт Змін"                                                        | фізична особа-підприємець |
| 4                                                                                    | Баланюк Олександр Іванович           | 06.11.2010            | вища               | член Політичної партії "Фронт Змін"                                                        | приватний підприємець |
| 6                                                                                    | Добровольський Віктор Максимович     | 06.11.2010            | середня спеціальна | член Політичної партії "Фронт Змін"                                                        | приватний підприємець |
| 10                                                                                   | Лісогор Володимир Юрійович           | 06.11.2010            | середня            | член Політичної партії "Фронт Змін"                                                        | підприємець |
| 12                                                                                   | Семенов Олександр Ігорович           | 06.11.2010            | вища               | член Політичної партії "Фронт Змін"                                                        | мале колективне підприємство "Віта", директор |
| 15                                                                                   | Шока Анатолій Миколайович            | 06.11.2010            | середня            | член Політичної партії "Фронт Змін"                                                        | підприємець |
| 16                                                                                   | Кутаф’єв Віталій В’ячеславович       | 06.11.2010            | вища               | член Політичної партії "Фронт Змін"                                                        | приватний загально-освітній навчальний заклад 1-го ст. Школа Кутаф’євих, директор                                                                          |
| 18                                                                                   | Свистун Світлана Іванівна            | 06.11.2010            | середня            | член Політичної партії "Фронт Змін"                                                        | кафе "Кирпулька", директор |